# 3971 Voronikhin
A 3971 Voronikhin (ideiglenes jelöléssel 1979 YM8) a Naprendszer kisbolygóövében található aszteroida. Ljudmilla Vasziljevna Zsuravljova fedezte fel 1979. december 23-án.